# Chirita sichuanensis
Chirita sichuanensis är en tvåhjärtbladig växtart som beskrevs av Wen Tsai Wang. Chirita sichuanensis ingår i släktet Chirita och familjen Gesneriaceae. Inga underarter finns listade i Catalogue of Life.